# Gata (pain)
Pour les articles homonymes, voir Gata.
Le gata (en arménien Գաթա) est un pain sucré arménien, utilisé comme une pâtisserie.

## Variétés
Il existe de nombreuses variantes du gata en Arménie. Généralement, certaines villes ou régions ont leur propre version. On le trouve dans différentes formes et tailles et il peut être décoré ou non. Il y a longtemps, le gata était cuit dans un tonir, mais il est maintenant cuit dans des fours. Le pain est traditionnellement consommé lors de la fête de la Chandeleur et peut également être consommé lors d'autres festivités ou simplement cuit pour être dégusté avec une tasse de thé ou de café.
Une variété populaire est le gata avec du koritz (khoriz), une garniture composée de farine, de beurre et de sucre. Le gata peut être fourré d'autres ingrédients comme des noix,. Certaines variantes consistent à placer une pièce de monnaie à l'intérieur de la pâte avant que le gata ne soit cuit, et il est dit que celui qui reçoit le morceau avec la pièce sera béni par la chance. Les gata des villages de Garni et de Geghard sont décorés (avant la cuisson), ronds[pas clair] et font généralement environ 30 cm de diamètre. Autour du bord sud du lac Sevan, dans la ville de Tsovinar, la gata est plus dense et plus sucrée, et cuite sans koritz dans une forme triangulaire sans décoration.